# Сан-Франческо-Саверио-алла-Гарбателла (титулярная диакония)
Титулярная диакония Сан-Франческо-Саверио-алла-Гарбателла (лат. Diaconia Sancti Francisci Xavier in Garbatella) — титулярная церковь была создана Папой Иоанном Павлом II в 2001 году. Титулярная диакония принадлежит церкви Сан-Франческо-Саверио-алла-Гарбателла, расположенной в квартале Рима Остиензе, на пьяцца Дамиано Саули.

## Список кардиналов-дьяконов и кардиналов-священников титулярной диаконии Сан-Франческо-Саверио-алла-Гарбателла
- Лео Шеффчик — (21 февраля 2001 — 8 декабря 2005, до смерти);
- Франц Роде, лазарист — (24 марта 2006 — 20 июня 2016), титул pro illa vice (20 июня 2016 — по настоящее время).